# Dávao del Norte
Dávao del Norte (cebuano: Amihanang Dabaw; tagalo: Hilagang Dabaw; inglés: North Davao) es una provincia en la región de Dávao en Filipinas. Su capital es Taúm.

## Economía
Los cultivos principales de la provincia incluyen arroz, maíz, banana, coco, abacá, ramio, café y una variedad de frutas y tubérculos. La provincia también es el productor más grande de bananas en el país y el productor más grande de arroz en Mindanao.

## Idiomas
El cebuano es el idioma principal de la provincia. También se habla chabacano, una criolla derivada del castellano.

## División administrativa
Políticamente la provincia de Dávao del Norte se divide en 8 municipios, 3 ciudades  y  223 barrios. 
Consta de 2 distritos para las elecciones al Congreso.
| Ciudad/Municipio           | N.º de Barangays | Población (2010) | Área (km²) | Código    |
| -------------------------- | ---------------- | ---------------- | ---------- | --------- |
| Asunción                   | 20               | 55.844           | 297.39     | 112301000 |
| Carmen                     | 20               | 69.199           | 166.00     | 112302000 |
| Kapalong                   | 14               | 68.261           | 830.01     | 112305000 |
| Nueva Corella              | 20               | 50.699           | 263.12     | 112314000 |
| Ciudad de Panabo           | 40               | 174.364          | 251.23     | 112315000 |
| Ciudad Jardín de Samal     | 46               | 95.874           | 301.30     | 112317000 |
| Santo Tomás                | 19               | 109.269          | 221.80     | 112318000 |
| Ciudad de Taúm (Tagum)     | 23               | 242.801          | 195.80     | 112319000 |
| Talaingod                  | 3                | 25,566           | 656.83     | 112320000 |
| Dujalí (Braulio E. Dujali) | 5                | 28.339           | 91.00      | 112323000 |
| San Isidro                 | 13               | 25.548           | 152.49     | 112324000 |